# Neustädter Tor (Potsdam)

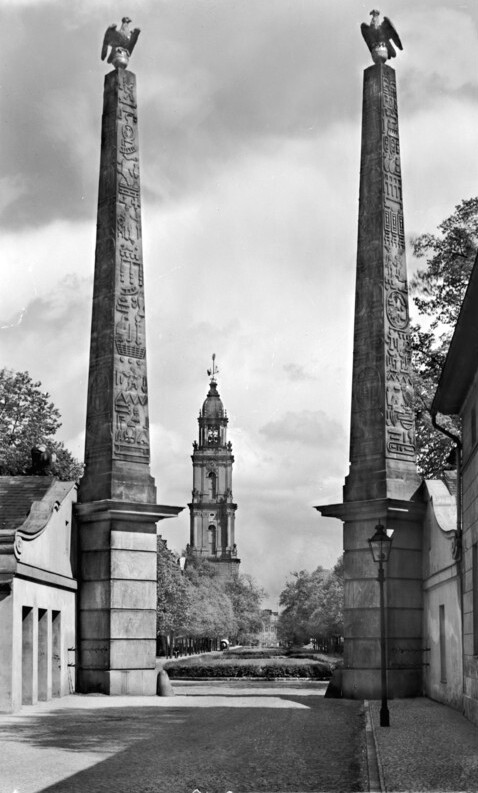
Neustädter Tor (1928)

De Neustädter Tor was een van de stadspoorten van Potsdam en stond aan het einde van de Breite Strasse. Deze stadspoort werd in 1753 door architect Georg Wenzeslaus von Knobelsdorff gebouwd. De poort bestond uit twee obelisken die versierd waren met Egyptische hiërogliefen. De hiërogliefen waren niet echt maar fantasie. Boven op iedere obelisk stond een adelaar, het symbool van Pruisen. Aan beide kanten van de poort stonden tolhuisjes. In 1945 werd de poort zwaar beschadigd bij de bombardementen op Potsdam.

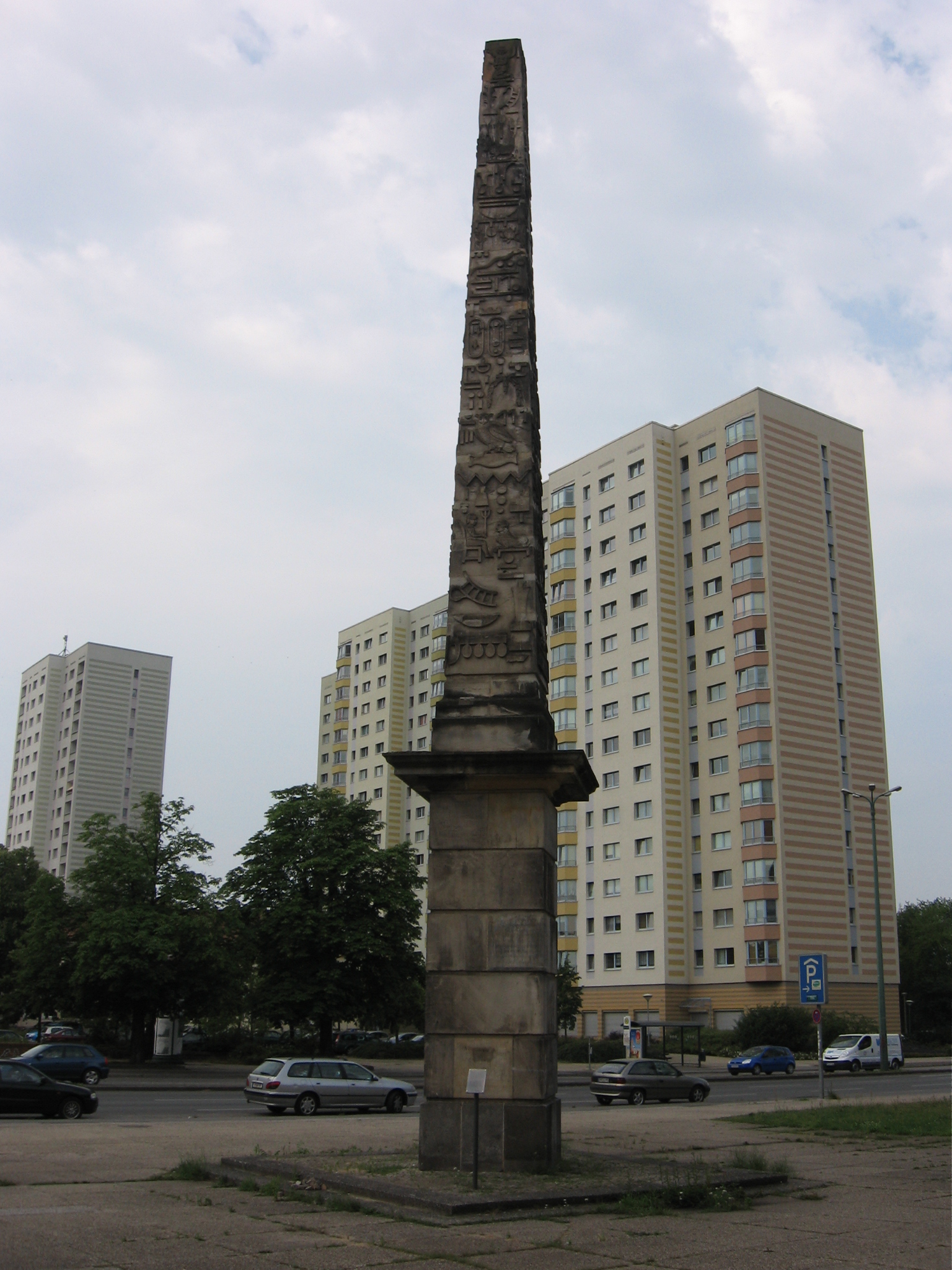
De gerestaureerde obelisk aan de Breite Strasse

Vanaf 1953 werd het plan opgevat om de Breite Strasse te verlengen tot aan de Zeppelinstrasse. Hiervoor werd een deel van de Neustädter Havelbucht gedempt met het puin van de bombardementen op Potsdam. De restanten van de Neustädter Tor moesten uiteindelijk ook worden gesloopt. Deze werden in 1969 verwijderd voordat de straat van 1972 tot 1973 werd verlengd en verbreed. Een van de overgebleven obelisken die de bombardementen in 1945 had overleefd werd in 1981 gerestaureerd. Deze obelisk werd opgesteld in de Breite Strasse, in de buurt van de Lindenstrasse, ongeveer bij de plaats waar hij oorspronkelijk stond.
Brandenburger Tor · Jägertor · Nauener Tor

Verdwenen poorten: Berliner Tor · Neustädter Tor